# Bunuri mobile din domeniul etnografie clasate în patrimoniul cultural național al României aflate în județul Prahova
Acestă listă conține bunurile mobile din domeniul etnografie clasate în Patrimoniul cultural național al României aflate la momentul clasării în județul Prahova.

## Tezaur
| Foto | Informații generale           | Detalii tehnice | Descriere | Deținător                                                  | Legături |
| ---- | ----------------------------- | --- | --- | ---------------------------------------------------------- | -------- |
|      | Sf. Gheorghe omorând balaurul | Datare: 3/4 sec. XVIII Dimensiuni: grosime: 3,3 cm Material: tempera/lemn, 3 balturi, fără punți antitorsionare | Sfântul Gheorghe călare omoară balaurul cu o suliță crucigeră. Îmbrăcat militar, poartă tunică scurtă, pantaloni mulați, cizme roșii, ca și casca. Pe umeri, mantia roșu-grena sugerează greșit mișcarea. Conturul nimbului se raportează la aceeași culoare dominantă. Calul alb cu picioarele din față ridicate, are ochi umani. Fondul pictural bleumarin se continuă inferior cu pământul vălurit. Icoana are o ramă decorativă formată dintr-un câmp cafeniu deschis ocupat de un vrej meandrat, marcat de flori stilizate. La interior, este delimitată de o torsadă sculptată în mezorelief iar în exterior de or amă din baghete aplicate pe cuie de lemn. | Colecții particulare, Prahova                              | Cimec    |
|      | Canceu                        | Datare: mijl. sec. al XIX-lea Dimensiuni: H = 22 cm Material: lut, angobă, smalț, oxizi metalici, modelat la roată, pictat cu pensula, ardere oxidantă                                                                 | Corp piriform, toartă laterală, fond alb-gălbui, décor amplasat pe toată suprafața, dispus în registre orizontale, pe gât, motiv fitomorf pictat brun și albastru, la baza gâtului, șirag de mici cercuri policrome (galben, albastru, verde); motivul central este dispus în trei casete cu rozete în centru, iar suprafețele sunt umplute cu brun și verde în alternanță; buza și diamentrul maxim marcate de benzi late pictate cu albastru și galben și motiv "damier" cu brun. | Muzeul Județean de Istorie și Arheologie Prahova, Ploiești | Cimec    |
|      | Canceu                        | Datare: mijl. sec. al XIX-lea Dimensiuni: H = 22 cm Material: lut, angobă, smalț, oxizi metalici, pictat cu pensula, ardere oxidantă                                                                                   | Corp piriform, toartă laterală, fond alb-gălbui, décor amplasat pe toată suprafața, motiv avimorf - pasăre într-un peisaj floral, semirozetă, pomul cu coroană dublă și buchet de flori; cromatica: galben, verde, brun, contur brun și anul 1844; buza și diametrul maxim marcat cu cercuri concentrice cu albastru cobalt; spre baza, ghirlandă fitomorfă cu frunze în alternanța verde și galben. | Muzeul Județean de Istorie și Arheologie Prahova, Ploiești | Cimec    |
|      | Teller                        | Datare: înc. sec. al XIX-lea Dimensiuni: D = 26 cm Material: lut, angobă, smalț, modelare la roată, oxizi metalici, sgrafitat, ardere oxidantă                                                                         | Forma aplatizată, circulară, margini ușor supraînălțate, fond albastru cobalt, décor sgrafitat, în centru motiv avimorf și floral cu datare, 1812; pe bordură, ghirlandă împletită dispusă regulat. | Muzeul Județean de Istorie și Arheologie Prahova, Ploiești | Cimec    |
|      | Teller                        | Datare: înc. sec. al XIX-lea Material: lut, angobă, smalț, oxizi metalici, modelat la roată, sgrafitat, ardere oxidantă                                                                                                | Forma aplatizată, circulară, cu marginea ușor înălțată, fond albastru cobalt, décor sgrafitat alb, motiv central - pasăre pe un cârcel și anul 1810, décor floral deasupra păsării; pe margine, panglica ondulată strânsă la intervale regulate de flori stilizate. | Muzeul Județean de Istorie și Arheologie Prahova, Ploiești | Cimec    |
|      | Teller                        | Datare: Înc. sec. al XIX-lea Material: lut, angobă, smalț, modelare la roată, oxizi metalici, sgrafitat, ardere oxidantă                                                                                               | Forma aplatizată, circulară, margini usor supraînălțate, fond albastru cobalt, décor sgrafitat alb cu struguri și floare stilizată (tolcerei ?) dispusă central, anul 1802; bordura decorată cu décor fitomorf (cârcei de la vița de vie) realizat prin sgrafitare, cromatic alb. | Muzeul Județean de Istorie și Arheologie Prahova, Ploiești | Cimec    |
|      | Teller                        | Datare: Înc. sec. al XIX-lea Material: lut, angobă, smalț, modelare la roată, oxizi metalici, sgrafitat, ardere oxidantă                                                                                               | Forma aplatizată, circulară, bordura ușor înălțată, îngustă, fond albastru-cobalt, décor central sgrafitat buchetțel de flori stilizate (tolcerei ?) cu panglică și "Anno 1805"; pe bordură, linie în zig-zag, sgrafitată, alb. | Muzeul Județean de Istorie și Arheologie Prahova, Ploiești | Cimec    |
|      | Canceu                        | Datare: înc. sec. al XIX-lea Dimensiuni: H = 20 cm Material: lut, angobă, smalț, modelare la roată, décor sgrafitat, oxizi metalici, ardere oxidantă                                                                   | Corp piriform, gură rotundă, toartă laterală, fond albastru-coblat, décor sgrafitat, buchet floral compus din lalele și "tolcerei" dispuși alternativ; zone cu plasă dispuse la toartă și la bază; sub toartă, anul 1803. | Muzeul Județean de Istorie și Arheologie Prahova, Ploiești | Cimec    |
|      | Canceu                        | Datare: a doua jum. sec. XVIII - înc. sec. XIX Dimensiuni: H = 20 cm Material: lut, angobă, smalț, modelat la roată, décor sgrafitat, oxizi metalici, ardere oxidantă                                                  | Corp piriform, toartă laterală, fond albastru cobalt, décor floral dispus în medalion fitomorf; în medalion lalele dispuse simetric în cruce, deasupra o lalea mai mare. | Muzeul Județean de Istorie și Arheologie Prahova, Ploiești | Cimec    |
|      | Canceu                        | Datare: înc. sec. al XIX-lea Dimensiuni: H = 20 cm Material: lut, angobă smalț, modelat la roată, décor sgrafitat, oxizi metalici, ardere oxidantă                                                                     | Corp piriform, toartă laterală, fond albastru cobalt, décor sgrafitat alb, buchet cu 3 flori (margarete) în centru, "lalea", dispus frontal, lateral pe un vrej, anul 1802. | Muzeul Județean de Istorie și Arheologie Prahova, Ploiești | Cimec    |
|      | Canceu                        | Datare: înc sec. al XIX-lea Dimensiuni: H = 24 cm Material: lut, angobă, smalț, modelat la roată, sgrafitare, ardere oxidantă, oxizi metalici                                                                          | Corp piriform, toartă laterală, fond albastru cobalt, décor sgrafitat alb dispus frontal; motiv floral, rodie în formă de inimă într-o creanguță stilizată; alături, sgrafitat, anul 1804. | Muzeul Județean de Istorie și Arheologie Prahova, Ploiești | Cimec    |
|      | Canceu                        | Datare: sf. sec. XVIII - prima jum. sec. XIX Dimensiuni: H = 22 cm Material: lut, angobă, smalț, modelare la roată, oxizi metalici, pictat cu pensula, ardere oxidantă                                                 | Corp piriform, gâtul ușor evazat, toarta laterală de prindere, fond alb-gălbui, décor policrom amplasat pe toată suprafața, central motiv avimorf pictat cu galben într-un peisaj cu buchete de flori dispuse lateral în culorile brun deschis, verde, albastru deschis; buza și diametrul maxim marcate cu bandă groasă brun deschis. | Muzeul Județean de Istorie și Arheologie Prahova, Ploiești | Cimec    |
|      | Teller                        | Datare: înc. sec. al XIX-lea Dimensiuni: D = 25 cm Material: lut, angobă, smalț, modelare la roată, oxizi metalici, sgrafitat, ardere oxidantă                                                                         | Forma aplatizată, circulară, cu marginea supraînălțată, fond albastru-cobalt, décor central sgrafitat, motiv "strugure", vrejuri și anul "1802"; bordura decorată cu 4 ciorchine de struguri și carcei, în tehnica sgrafitării, alb. | Muzeul Județean de Istorie și Arheologie Prahova, Ploiești | Cimec    |
|      | Canceu                        | Datare: sec. al XVIII-lea Dimensiuni: H = 20 cm Material: semifaianță, smalț de cositor, oxizi metalici, angobă, modelat la roată, pictat cu pensula, ardere oxidantă                                                  | Corp piriform, cu toartă laterală, fond opac gri deschis, décor coronament floral verde, în interior două cărți cu coperte galbene cu inscripții în limba germană și două candele albastre cu lumânări aprinse; în jurul torții, 4 rozete stilizate, contur cu brun și verde. Piesa poate fi încadrată în categoria ceramicii habane transilvănene din sec. al XVIII-lea. | Muzeul Județean de Istorie și Arheologie Prahova, Ploiești | Cimec    |
|      | Cană de meșter                | Datare: sec. XVIII Dimensiuni: H = 22 cm Material: semifaianță, smalț de cositor, oxizi metalici, modelat la roată, modelări plastice, traforuri în pasta crudă, pictat cu pensula, ardere oxidantă                    | Cana de meșter olar, corp piriform, ușor aplatizat la pântece, cu striații în pasta crudă la bază și umeri, frontal, aplicată o ramă galbenă barocă cu nișă; gâtul larg traforat sub forma unui motiv floral evidențiat cu galben, albastru cobalt și elemente punctiforme; buza cănii este rotundă cu aplicații în relief orificii false pentru băut de jur împrejur; toarta laterală cu orificiu aplicat în relief. Decorul central, amplasat pe pereții verticali aplatizați, este compus din ciorchini de viță de vie în acolade și rețea în exterior. Cromatica: verde, albastru, galben și contur negru grosier. Este posibil să fie o piesă probă de meșter local datorită diversității de tehnici de execuție pe care calfa trebuia să le execute. Poate fi și o piesă de import din categoria ceramicii habane din Slovacia în sec. al XVIII-lea. | Muzeul Județean de Istorie și Arheologie Prahova, Ploiești | Cimec    |
|      | Canceu                        | Datare: A doua jum. sec. XVIII Dimensiuni: H = 20 cm Material: lut ars, smalț de cositor, oxizi metalici, modelat la roată, pictat cu pensulă, ardere oxidantă                                                         | Corp piriform, cu toartă laterală, fond alb-gălbui, décor historiat amplasat pe toată suprafața, personaj masculin în peisaj floral și fitomorf flancat de doi copaci cu coroană dublă, contur brun, albastru de levențică, galben, verde oliv. Execuția stângace a decorului indică un început în preluarea decorului faiainței de import care circula în Transilvania, în sec. XVIII. Este posibil să marcheze prezența ceramicii habane la Brașov. Se remarcă lutul argilos și nu semifaianța. | Muzeul Județean de Istorie și Arheologie Prahova, Ploiești | Cimec    |
|      | Canceu                        | Datare: a doua jum. sec. XVIII Dimensiuni: H = 22 cm Material: semifaianță, smalț de cositor, oxizi metalici, modelat la roată, pictat cu pensula, ardere oxidantă                                                     | Corp piriform, cu toartă laterală, fond gri deschis, décor amplasat pe toată suprafața în registre orizontale care alternează cu motive geometrice (tabla de șah) și florale închise în acolade; decorația este verde cu accente de albastru deschis; gura și baza marcate cu benzi galbene; pe fundul piesei există o inițială "M" scrisă cu negru de fum. | Muzeul Județean de Istorie și Arheologie Prahova, Ploiești | Cimec    |
|      | Canceu                        | Datare: sf. sec. al XVIII-lea Dimensiuni: H = 20 cm Material: semifaianță, smalț de cositor, oxizi metalici, modelat la roată, pictat cu pensula, ardere oxidantă                                                      | Corp piriform, cu pântecele canelat, ușor aplatizat, toartă laterală, décor amplasat pe toată suprafața în registre orizontale, pictat cu pensula; în zona gâtului, motiv geometric "damier" sau "tablă de șah" cu verde, verzui, galben, sub buză, décor cu mici alveole pictate cu verde; decorul principal este delimitat în trei zone marcate cu brun; în interior, motiv floral stilizat pictat cu galben, verde, albastru. | Muzeul Județean de Istorie și Arheologie Prahova, Ploiești | Cimec    |
|      | Canceu                        | Datare: a doua jum. sec. al XVIII-lea Dimensiuni: H = 14 cm Material: semifaianță, smalț de cositor, oxizi metalici, ardere oxidantă                                                                                   | Corp piriform, toartă laterală, fond alb, décor istoriat amplasat pe toata suprafața; personaj feminin în mediu floral și pomi cu coroane triple albastru, colorația policromă, contur brun, verde, galben; la bază, alveole cu contur brun, în interior galben, pe fundul canceului inițiale "SB" (?), cu negru de fum; piesa se încadreaza în categoria ceramicii habane populare din sec. al XVIII-lea, lucrată în Austria. | Muzeul Județean de Istorie și Arheologie Prahova, Ploiești | Cimec    |
|      | Canceu                        | Datare: sf. sec. al XVIII-lea Dimensiuni: H = 25 cm Material: lut, angobă, smalț, modelat la roată, décor sgrafitat, oxizi metalici, ardere oxidantă                                                                   | Corp piriform, toartă laterală, fond albastru cobalt, décor sgrafitat alb, motiv avimorf (pasare) pe un vrej și anul 1798. | Muzeul Județean de Istorie și Arheologie Prahova, Ploiești | Cimec    |
|      | Canceu                        | Datare: a doua jum. sec. al XVIII-lea Dimensiuni: H = 24 cm Material: semifaianță, smalț de cositor, oxizi metalici, ardere oxidantă, pictat cu pensula                                                                | Corp piriform cu capac de cositor și sarnieră pe toarta de prindere laterală; fond alb, smalț de cositor, décor historiat satiric, personaj masculin cu scufie în cap și ciorap, în peisaj de livadă cu vegetație și copaci cu coroană dublă cu verde; cromatica policromă: galben, violet, verde, albastru: baza marcată de o dungă violet - mov și mici alveole cu contur mov și albastru deschis; pe fundul piesei inscripție cu inițiala "I" (?). Piesa face parte din categoria ceramicii habane populare din Austria. | Muzeul Județean de Istorie și Arheologie Prahova, Ploiești | Cimec    |
|      | Canceu                        | Datare: a doua jum. sec. al XVIII-lea Dimensiuni: H = 20 cm Material: semifaianță, smalț de cositor, oxizi metalici, modelat la roată, pictat cu pensula                                                               | Corp piriform, baza cu inel de cositor, toartă laterală, décor istoriat pe toată suprafața, peisaj floral și copac cu coronament brun-mov, cromatica policromă: verde, galben, brun, central, un personaj masculin în stare de ebrietate, cu o cană în mână. Buza și diamentrul maxim marcate cu o bandă, albastru de levănțica. Piesa se încadrează în categoria ceramicii habane din Austria din sec. al XVIII-lea. | Muzeul Județean de Istorie și Arheologie Prahova, Ploiești | Cimec    |
|      | Cană dreaptă                  | Datare: Prima jum. sec. al XVIII-lea Dimensiuni: H =16 cm Material: lut, angobă, smalț, modelare la roată, oxizi metalici, pictat cu cornul, ardere oxidantă                                                           | Corp cilindric, evazat spre bază, cu profile exterioare care marchează gura și baza, toarta laterală cu terminația arcuită. În zona frontală, décor floral albastru-cobalt, buchet cu 5 garoafe care pornesc dintr-o mică inimă; lângă toartă 2 vrejuri verticale în aceeași culoare, sub gură anul 1750; pe fundul piesei, décor floral stilizat, 4 lalele dispuse în cruce, pictate cu albastru-cobalt pe fond alb; toarta decorată cu ghirlandă fitomorfă cu albastru cobalt. | Muzeul Județean de Istorie și Arheologie Prahova, Ploiești | Cimec    |
|      | Ulcior                        | Datare: prima jum. sec. XVIII Dimensiuni: H = 27,5 cm Material: semifaianța, smalț de cositor, oxizi metalici, modelat la roată, pictat cu pensula, ardere oxidantă                                                    | Corp pântecos ovoidal, toartă laterală prinsă ca un inel de gâtul ulciorului, gura rotundă îngustă cu guler inelar în relief, fond alb, décor amplasat pe toata suprafața, dispus în registre orizontale, motive florale cu ghirlande florale la bază și umeri și ansamblu floral cu albine și păsări pe pereții laterali de jur împrejur; cromatica: contur gros negru, verde, galben, albastru cobalt. Se preia decorația habană slovacă însă execuția este greoaie ceea ce poate indica încercări ale olarilor locali să experimenteze ornamentica habană în sec. XVIII. Poate fi și o ceramică de import din Slovacia în Transilvania în sec. al XVIII-lea. | Muzeul Județean de Istorie și Arheologie Prahova, Ploiești | Cimec    |
|      | Canceu                        | Datare: mijl. sec. al XIX-lea Dimensiuni: H = 22 cm Material: lut, angobă, smalț, oxizi metalici, modelat la roată, pictat cu pensula, ardere oxidantă                                                                 | Corp priform, toartă laterală, fond alb-galbui, décor floral tratat naturalist, pomul vieții cu rădăcină, flori și frunze sub formă de buchete pictate policrom în culorile brun, verde, galben; buza și diametrul maxim marcat de câte două benzi alăturate pictate albastru și galben. | Muzeul Județean de Istorie și Arheologie Prahova, Ploiești | Cimec    |
|      | Canceu                        | Datare: sec. XVIII Dimensiuni: H = 26 cm Material: semifaianță, smalț de cositor, oxizi metalici, modelat la roată, pictat cu pensula, ardere oxidantă                                                                 | Corp piriform, ușor pântecos, toartă laterală, fond gri, décor zoomorf (cerb) în peisaj floral stilizat, pictat policrom cu verde, albastru de levanțică, contur subțire brun, galben antimoniu; gura și diamentrul maxim este marcat de cercuri concetrice albastre. Piesa poate fi încadrată în categoria ceramicii habane lucrate în Transilvania. | Muzeul Județean de Istorie și Arheologie Prahova, Ploiești | Cimec    |
|      | Canceu                        | Datare: sf. sec. XVIII - inc. sec .XIX Dimensiuni: H = 21 cm Material: lut, angobă, smalț, modelare la roată, oxizi metalici, pictat cu pensula, ardere oxidantă                                                       | Corp piriform, baza profilată, cu toartă laterală, décor amplasat pe toată suprafața, dispus în două registre orizontale; în zona gâtului, mici alveole cu contur dublu brun, interior umplut cu galben, care alternează cu motiv floral în albastru cobalt; zona dintre gât și diamentrul maxim este casetată în 3 registre, 2 registre cu décor tip plasă în albastru cobalt flanchează caseta frontală care sugerează o lalea stilizată; buza, gâtul și diametrul maxim sunt marcate de benzi groase, cu galben și cafeniu. | Muzeul Județean de Istorie și Arheologie Prahova, Ploiești | Cimec    |
|      | Cană de vin                   | Datare: sf. sec. al XIX-lea Dimensiuni: H = 20 cm Material: lut ars, angobă, smalț, pictat cu cornul, pictat cu pensula, coloranți, ardere oxidantă                                                                    | Lut, modelat la roata; corp piriform, usor pântecos, toarta laterală, gura rotundă cu marginea pronunțată, angobat, fond alb, pictat cu pensula, décor albastru-cobalt, amplasat pe toată suprafața, dispus în frize orizontale, motive florale stilizate în buchete închise în acolade punctate; pe umeri, ghirlanda fitomorfă în alternanță. | Muzeul Județean de Istorie și Arheologie Prahova, Ploiești | Cimec    |
|      | Fotă                          | Datare: sf. sec XIX - înc. sec. XX Descoperit: jud. Dâmbovița, Pucioasa Material: lână; fir metalic auriu și argintiu; țesut în 4 ițe; ales peste fire; încheiat cu acul                                               | Fotă dreaptă, formă dreptunghiulară, țesută din lână neagră și fir metalic în 4 ițe, decor amplasat pe toată suprafața, ordonat în registre, pe trei laturi chenare înguste și late cu motive geometrice și florale stilizate alese peste fire cu fir metalic argintiu și auriu; central decor geometric "romburi" mari cu fir metalic argintiu și mijlocul cu motive geometrice "cruce" cu fir metalic auriu. | Muzeul Județean de Istorie și Arheologie Prahova, Ploiești | Cimec    |
|      | Ie                            | Datare: sf. sec XIX - înc. sec. XX Descoperit: jud. Dâmbovița, Pucioasa Material: in; bumbac; fir metalic argintiu; țesut în 2 ițe; in topit; încheiat cu acul; cheiță; lănțișor                                       | Cămașă femeiască confecționată din pânză de in topit cu "mărgini" (dungi portocalii care mărginesc foile de pânză), încrețită în zona gâtului, deschisă pe piept, încheiată cu mâna cu "strânsoarea" (cheița care unește foile cămășii) cu negru; mânecile prinse de la gât, cu "pavă" sub braț și manșetă încheiată cu nasturi din sticlă opalină albă; decor amplasat pe toată suprafața iei, ordonat în registre; gulerul cămășii este marcat prin "obinzeală" cu decor geometric cusut pe fir cu bumbac negru. Mâneca amplă croită din două foi încheiate cu "strânsoarea" ("cheiță") cu bumbac negru este decorată în registre ample: "altiță" amplasată pe umăr, cu decor cusut cu acul cu fir metalic argintiu în tehnica "lănțișor" și bumbac negru, formată din două registre orizontale unul mai îngust și celălalt mai lat încheiate cu "cheiță" cu negru; decorul se contiunuă cu patru registre verticale cu "râuri" pe toată suprafața mânecii cu motive florale și fitomorfe stilizate cu fir metalic argintiu în tehnica "lănțișor" și broderie plină conturate cu bumbac negru; pe piept amplasat decor grupat "în table" în aceeași tehnică; spatele marcat de două registre verticale cu motive florale stilizate. | Muzeul Județean de Istorie și Arheologie Prahova, Ploiești | Cimec    |
|      | Poale                         | Datare: sf. sec XIX - înc. sec. XX Descoperit: jud. Dâmbovița, Pucioasa Material: in; bumbac; fir metalic argintiu; țesut în 2 ițe; ajur; brodat peste fire; croșetat; lănțișor; încheiat cu acul; încheiat cu croșeta | Poale, confecționate din pânză țesută din in topit, 2 ițe, încrețită în talie pe cordon, 6 clini încheiați cu acul și croșeta în zona poalelor cu cheiță realizată cu croșeta cu ață neagră de bumbac; decor amplasat la poale în două registre: friză cu motive florale și fitomorfe stilizate, realizate cu acul cu fir metalic argintiu în tehnica "lănțișor" și contur cu ață neagră "punct în urma acului"; florile cu broderie plină cu fir metalic argintiu; chenar cu motive geometrice "spirală" realizate în aceeași tehnică, între ele "cruci" cu bumbac negru; pe margine feston realizat cu croșeta cu ață neagră din bumbac. | Muzeul Județean de Istorie și Arheologie Prahova, Ploiești | Cimec    |
|      | Bete                          | Datare: sf. sec XIX - înc. sec. XX Descoperit: jud. Dâmbovița, Pucioasa Material: bumbac; fir metalic auriu și argintiu; țesut în 4 ițe; ales peste fire                                                               | Bete femeiești, formă dreptunghiulară, țesute în 4 ițe din bumbac negru și fir metalic, decor amplasat pe toată suprafața, central motive geometrice "romb" alese peste fire cu fir metalic argintiu; pe margini decor cu fir metalic auriu; la un capăt franjuri din urzeală și băteală. | Muzeul Județean de Istorie și Arheologie Prahova, Ploiești | Cimec    |
|      | Ie                            | Datare: sf. sec. XIX Descoperit: jud. Prahova Material: in; lână; paiete argintii; mărgele; țesut în 2 ițe; in topit; încheiat cu acul; cheiță; cusut în bușteni                                                       | Cămașă femeiască confecționată din pânză de in topit, încrețită în zona gâtului, deschisă în față până în talie, festonată pe margine cu lână oliv și cusute paiete; croiul: partea din față din doi lați de pânză, partea din spate dintr-un lat și jumătate de pânză, doi clini laterali numiți "petic" și sub braț "pavă"; mânecile prinse de la gât sunt croite dintr-un lat și jumătate de pânză încheiate cu mâna, terminate cu manșete; gulerul cămășii este marcat prin "obinzeală" cu decor geometric realizat cu lână oliv, mărginit de "brățara sub obânzică" (cusătura peste muchiile de crețuri de sub guler) cu decor geometric realizat cu lână verde închis și "fluturi" cu mărgele; decor amplasat pe toată suprafața mânecii în cinci registre verticale "râuri" cu motive fitomorfe și florale stilizate cusute în tehnica "bușteni" cu lână verde închis și "fluturi" cu mărgele incolore; pe piept decor amplasat în patru registre verticale "râuri" și spatele cu două registre verticale cu motive florale cu aceeași tehnică ca și la mâneci. | Muzeul Județean de Istorie și Arheologie Prahova, Ploiești | Cimec    |
|      | Canceu                        | Datare: Mijl.Sec. XIX Dimensiuni: H: 20 cm Material: Lut,angoba,coloranți,smalț; Modelat la roată,pictat cu cornul,pictat cu pensula,ardere oxidantă,smălțuire,ardere oxidantă.                                        | Corp piriform modelat la roată, cu toartă laterală, angobat, fond gălbui; pe suprafața piesei, între diametrul maxim și gură, decor fitomorf și floral stilizat,pomul vieții cu coronament dublu; lateral, buchete de flori în culorile ocru, brun, verde, contur brun. În partea superioară și inferioară, acest registru cu decor, este mărginit de brâuri de culoare cărămizie; baza decorată cu cărămiziu. | Muzeul Județean de Istorie și Arheologie Prahova, Ploiești | Cimec    |
|      | Oală de țuică fiartă          | Datare: 1869 Dimensiuni: H: 20 cm Material: Lut,angoba,coloranți,smalț; Modelat la roată, modelat cu pensula, pictat cu cornul,pictat cu pensula,ardere oxidantă,smălțuire,ardere oxidantă.                            | Oală, formă pântecoasă, cu două toarte și cioc ("țâtă"), gură rotundă și buză răsfrântă, modelat la roată, angobat alb - gălbui, decor amplasat pe toată suprafața, dispus în trei registre orizontală. La bază, grupaj de lini concentrice și linie frântă, în zona centrală, motive florale și fitomorfe și anul 1869. La gât, registru cu linii verticale, gura rotundă și buza răsfrântă. | Muzeul Județean de Istorie și Arheologie Prahova, Ploiești | Cimec    |
|      | Canceu                        | Datare: Prima jum. Sec. XIX Material: Lut,angoba,coloranți,smalț; Modelat la roată, modelat cu pensula, pictat cu cornul,pictat cu pensula,ardere oxidantă,smălțuire,ardere oxidantă.                                  | Canceu formă piriformă cu gura rotundă și evazată, toartă laterală aplicată plastic, modelat la roată, angobat alb-gălbui, smalț transparent; cu decor cu însemne de breaslă ( breasla croitorilor) și decor floral stilizat, sub buză, în culorile: cărămiziu, albastru, contur brun. Pe fundul piesei sgrafitat inițialele TS, posibil inițialele olarului. | Muzeul Județean de Istorie și Arheologie Prahova, Ploiești | Cimec    |
|      | Canceu                        | Datare: Sec. XVIII Dimensiuni: H: 20 cm Material: Faianță, angobă, coloranți, smalț, modelat la roată, pictat cu cornul, pictat cu pensula, smalț opac de cositor                                                      | Canceu forma piriformă, cu toartă laterală aplicată plastic, modelat la roată, angobat, fond alb, decor pictat cu pensul și cornul, smalț translucid; decor zoomorf (cerb) și motive florale (lalea) în culorile albastru și verde cu contur brun, amplasate pe corpul canceului; în partea superioară și inferioară, brâuri cu ocru și brun - roșcat. | Muzeul Județean de Istorie și Arheologie Prahova, Ploiești | Cimec    |
|      | Canceu                        | Datare: Prima jum. Sec. XIX Dimensiuni: H: 22 cm Material: Lut,angoba,coloranți,smalț; Modelat la roată, modelat cu pensula, pictat cu cornul,pictat cu pensula,ardere oxidantă,smălțuire,ardere oxidantă.             | Canceu formă piriformă cu gura rotundă și evazată, toartă laterală aplicată plastic, modelat la roată, angobat alb-galbui, colorat cu oxid de cobalt, smalț transparent; decor pictat, amplast central pe corpul cănii, într-un registru: motive florale (lalea) și avimorfe (pasăre) în culorile: ocru, albastru, verde, cu chenar brun; acest registru este mărginit în partea superioară și inferioară de un brâun de culoare albastră. Gâtul și baza canceului sunt decorate cu motive realizate în pasta crudă (linii) care alternează cu linii brun, pictate, grupate în formă de triunghi. | Muzeul Județean de Istorie și Arheologie Prahova, Ploiești | Cimec    |
|      | Cană                          | Datare: Sec. XVIII Dimensiuni: H: 23 cm Material: Faianță, angobă, coloranți, smalț, modelat la roată, pictat cu cornul, pictat cu pensula, smalțuire                                                                  | Cană, fromă piriformă, cu gură rotundă, toartă laterală, modelat la roată, angobat alb, smalț translucid, decor amplasat pe toată suprafața, în registre orizonate; la gură și bază, motive fitomorfe cu bleu și albastru - cobalt; central, decor naturalist (arhitectural, motive fitomorfe, personaj îmbrăcat în costum de epocă), pe fond alb, în culorile: albastru cobalt, bleu, roz. | Muzeul Județean de Istorie și Arheologie Prahova, Ploiești | Cimec    |
|      | Canceu                        | Datare: Sf. Sec. XVIII Dimensiuni: H: 22 cm Material: Faianță, angobă, coloranți, smalț, modelat la roată, pictat cu cornul, pictat cu pensula, smalț la cositor                                                       | Canceu formă piriformă gura rotundă și puțin evazată, toarta laterală aplicată plastic, modelat la roată, angobat alb, decor pictat cu pensula și cornul, smalț translucid: decor istoriat cu personaj, in culorile: cărămiziu, albastru, verde, contur brun. | Muzeul Județean de Istorie și Arheologie Prahova, Ploiești | Cimec    |
|      | Canceu                        | Datare: Mijl.sec. XIX Dimensiuni: H: 21 cm Material: Lut,angobă,coloranți,smalț; Modelat la roată, pictat cu cornul,pictat cu pensula,ardere oxidantă,smălțuire,ardere oxidantă                                        | Corp piriform modelat la roată, cu toartă laterală, angobat, fond gălbui; pe suprafața piesei, între diametrului maxim și gură decor naturalist stilizat (pomul vieții cu coronament dublu) într-un registru pe fond gălbui cu motive avimorfe și fitomorfe cu verde, brun, portocaliu, mărginit în partea superioară și inferioară de brâuri de culoare cărămizie. | Muzeul Județean de Istorie și Arheologie Prahova, Ploiești | Cimec    |
|      | Cană de vin                   | Datare: 1868 Dimensiuni: H: 23 cm Material: Lut,angobă,coloranți,smalț; Modelat la roată, pictat cu cornul,pictat cu pensula,ardere oxidantă,smălțuire,ardere oxidantă                                                 | Oală, formă pântecoasă, cu gura bilobată, toartă laterală, modelat la roată, angobat, smălțuit, decor amplasat pe toată suprafața, "tablă de șah", cu verde; în zona diametrului maxim amplasată datarea 1868 și decor stropit brun. | Muzeul Județean de Istorie și Arheologie Prahova, Ploiești | Cimec    |
|      | Canceu                        | Datare: 1864 Dimensiuni: H: 22 cm Material: Lut,angobă,coloranți,smalț; Modelat la roată, pictat cu cornul,pictat cu pensula,ardere oxidantă,smălțuire,ardere oxidantă                                                 | Corp piriform modelat la roată, cu toartă laterală, angobat, fond gălbui; pe suprafața piesei decor floral stilizat, pomul vieții cu coronament dublu; lateral, buchete de flori în culorile verde, brun-cărămiziu, contur brun. În zona diametrului maxim și gură brâu lat conturat brun, iar spre bază decor geometric " tablă de șah". | Muzeul Județean de Istorie și Arheologie Prahova, Ploiești | Cimec    |
|      | Canceu                        | Datare: Prima Jum. Sec. XIX Dimensiuni: H: 22 cm Material: Lut,angobă,coloranți-oxid de cobalt,smalț transparent; Modelat la roată, pictat cu cornul,pictat cu pensula,ardere oxidantă,smălțuire,ardere oxidantă       | Corp piriform, modelat la roată, cu toartă laterală, angobat, fond alb; pe suprafața piesei, între diametrul maxim și gură decor naturalist stilizat pe fond alb cu culorile brun, albastru, verde, galben, și motiv fitomorf, "pasăre", cu verde așezată pe o semirozetă; registrul este mărginit în partea superioară și inferioară de brâuri de culoare brun, baza cu galben ocru. | Muzeul Județean de Istorie și Arheologie Prahova, Ploiești | Cimec    |
|      | Cană                          | Datare: 1848 Material: lut, angobă, coloranți, smalț; modelat la roată, pictat cu cornul, pictat cu pensula, ardere oxidantă, smălțuire                                                                                | Cană de formă piriformă cu gura rotundă cu guler, toarta laterală, modelată la roată, angobat alb gălbui, decor amplasat pe toată suprafața cu albastru cobalt, dispus în registre orizontale după cum urmează: pe umeri și la baza cănii, decor tablă de șah, în zona diametrului maxim grupaje în acoladă cu buchet de flori în mijloc, datare 1899. | Muzeul Județean de Istorie și Arheologie Prahova, Ploiești | Cimec    |
|      | Canceu                        | Datare: 1813 Material: lut, angobă, coloranți - oxid de cobalt, smalț transparent, modelat la roată, angobat, sgrafitat, ardere oxidantă, smălțuire                                                                    | Canceu formă piriformă cu gura rotundă și evazată, toarta laterală aplicată plastic, modelat la roată, angobat alb-gălbui, colorat cu oxid de cobalt, smalț transparent; cu decor sgrafitat amplasat central pe corpul cănii: pasăre pe o ramură, anul 1813 și inițiala "L". Cromatica: fond albastru cobalt, decor cu alb. | Muzeul Județean de Istorie și Arheologie Prahova, Ploiești | Cimec    |
|      | Canceu                        | Datare: 1807 Material: lut, angobă, coloranți - oxid de cobalt, smalț transparent, modelat la roată, angobat, sgrafitat, ardere oxidantă, smălțuire                                                                    | Canceu formă piriformă cu gura rotundă și evazată, toarta laterală aplicată plastic, modelat la roată, angobat alb-gălbui, colorat cu oxid de cobalt, smalț transparent; cu decor sgrafitat amplasat central pe corpul cănii: pasăre pe o ramurăcu decor floral, lalea și anul 1807. Cromatica: fond albastru cobalt, decor cu alb. | Muzeul Județean de Istorie și Arheologie Prahova, Ploiești | Cimec    |
|      | Canceu                        | Datare: 1798 Material: lut, angobă, coloranți, smalț: modelare la roată, pictare cu cornul, pictare cu pensula, ardere oxidantă, smălțuire                                                                             | Canceu formă piriformă cu gura rotundă și puțin evazată, toarta laterală aplicată plastic, modelat la roată, angobal alb-gălbui, decor pictat cu pensula și cornul, smalț transparent, decor zoomorf (iepure) și motive florale amplasate de corpul canceului; anul 1789. gura și diametrul maxim maracte de benzi colorate în brun. Cromatica: fond alb-gălbui, decor cu brun, verde și albastru. | Muzeul Județean de Istorie și Arheologie Prahova, Ploiești | Cimec    |
|      | Canceu                        | Datare: 1834 Material: lut, angobă, coloranți-oxid de cobalt, smalț transparent; modelare la roată, angobare, sgrafitare, ardere oxidantă, smălțuire                                                                   | Canceu formă piriformă cu gura rotundă și evazată, toarta laterală aplicată plastic, modelat la roată, angobal alb-gălbui, colorat cu oxid de cobalt, smalț transparent; cu decor sgrafitat amplasat central pe corpul cănii: motive florale, lalea, încadrate de anul 1834. Cromatica: fond albastru cobalt, decor cu brun, verde și albastru. | Muzeul Județean de Istorie și Arheologie Prahova, Ploiești | Cimec    |
|      | Canceu                        | Datare: 1787 Material: lut, angobă, coloranți-oxid de cobalt, smalț transparent; modelare la roată, angobare, sgrafitare, ardere oxidantă, smălțuire                                                                   | Canceu formă piriformă cu gura rotundă și evazată, toarta laterală aplicată plastic, modelat la roată, angobal alb-gălbui, colorat cu oxid de cobalt, smalț transparent; cu decor sgrafitat amplasat central pe corpul cănii: motive florale, floarea soarelui și vrej, strugure, încadrate de anul (17)...87. Cromatica: fond albastru cobalt, decor cu alb. | Muzeul Județean de Istorie și Arheologie Prahova, Ploiești | Cimec    |
|      | Canceu                        | Datare: 1791 Material: lut, angobă, coloranți-oxid de cobalt, smalț transparent; modelare la roată, angobare, sgrafitare, ardere oxidantă, smălțuire                                                                   | Canceu formă piriformă cu gura rotundă și evazată, toarta laterală aplicată plastic, modelat la roată, angobal alb-gălbui, colorat cu oxid de cobalt, smalț transparent; cu decor sgrafitat amplasat central pe corpul cănii: motiv avimorf, pasăre pe o ramură și anul 1791. Cromatica: fond albastru cobalt, decor cu alb. | Muzeul Județean de Istorie și Arheologie Prahova, Ploiești | Cimec    |
|      | Canceu                        | Datare: 1800 Material: lut, angobă, coloranți-oxid de cobalt, smalț transparent; modelare la roată, angobare, sgrafitare, ardere oxidantă, smălțuire                                                                   | Canceu formă piriformă cu gura rotundă și evazată, toarta laterală aplicată plastic, modelat la roată, angobal alb-gălbui, colorat cu oxid de cobalt, smalț transparent; cu decor sgrafitat amplasat central pe corpul cănii: motiv avimorf, pasăre pe o ramură și anul 1800. Cromatica: fond albastru cobalt, decor cu alb. | Muzeul Județean de Istorie și Arheologie Prahova, Ploiești | Cimec    |
|      | Canceu                        | Datare: 1787 Material: lut, angobă, coloranți-oxid de cobalt, smalț transparent; modelare la roată, angobare, sgrafitare, ardere oxidantă, smălțuire                                                                   | Canceu formă piriformă cu gura rotundă și evazată, toarta laterală aplicată plastic, modelat la roată, angobal alb-gălbui, colorat cu oxid de cobalt, smalț transparent; cu decor sgrafitat amplasat central pe corpul cănii în trei registre orizontale cu motive florale: primul registru, la diametrul maxim, cu lăcrămioare și anul 1787; registrul intermediar numai cu lăcrămioare; registrul superior cu lalea. Cromatica: fond albastru cobalt, decor cu alb. | Muzeul Județean de Istorie și Arheologie Prahova, Ploiești | Cimec    |
|      | Canceu                        | Datare: 1887 Material: lut, angobă, coloranți-oxid de cobalt, smalț transparent; modelare la roată, angobare, sgrafitare, ardere oxidantă, smălțuire                                                                   | Cană, formă piriformă, cu gura rotundă cu guler, toarta laterală, modelat laroată, angobat alb-gălbui, decor amplasat pe toată suprafața cu albastru cobalt, dispus în registre orizontale după cum urmează: la baza cănii, decor tablă de șah (Damier), în zona diametrului maxim grupaje în acolada cu buchet de flori în mijloc, datare 1887; la gât registre cu linii frânte și motive fitomorfe stilizate. Cromatica: fond alb-gălbui, decor cu albastru cobalt. | Muzeul Județean de Istorie și Arheologie Prahova, Ploiești | Cimec    |
|      | Covor                         | Datare: 1/2 sec. XIX Material: Țesut în 2 ițe cu urzeală ascunsă, ales cu fire întrepătrunse și Karamany | Compoziție închisă cu borduri longitudinale similare, decorate cu o ghirlandă continuă cu motive geometrice, borduri laterale mai late ornate cu o dungă dublă negru cu galben șerpuită și jumătăți de romburi crenelate sau cu cârlige. Câmp cu două registre longitudinale cu romburi crenelate incluse și cârlige pe fond roșu. | Muzeul Județean de Istorie și Arheologie Prahova, Ploiești | Cimec    |
|      | Covor                         | Datare: Sec. XIX Material: Țesut în 2 ițe ales cu mâna printre fire și Karamany, urzit și bătut lână, urzeală ascunsă. Compus fire 4 fâșii                                                                             | Compoziție cu chenar pe fond alb cu motive „în pieptene”; câmp cu registre dispuse pe vertical, formate dintr-un „pom al vieții” cu ramuri. Motive tipice pentru covoarele lucrate la Ciproviți. | Muzeul Județean de Istorie și Arheologie Prahova, Ploiești | Cimec    |
|      | Covor                         | Datare: 1/2 sec. XIX Material: Urzit și bătut lână, țesut în 2 ițe cu urzeală ascunsă, ales oltenește | Compoziție închisă cu un chenar pe fond roșu și unul pe alb cu motive florale stilizate. Câmp cu 2 registre dispuse vertical, formate din grupuri de „candelabre” și ramuri cu o floare intercalate de motive avimorfe. Jos în stânga: 1841. | Muzeul Județean de Istorie și Arheologie Prahova, Ploiești | Cimec    |
|      | Covor                         | Datare: Sec. XIX Material: Urzit și bătut lână, țesut în război vertical în 2 ițe cu urzeală ascunsă, ales cu fire întrepătrunse                                                                                       | Covor lucrat probabil după carton. Compoziție cu chenar compus dintr-o ghirlandă continuă din motive florale. Câmp compus din 3 părți: în stânga este figurată o pisică, un fluture, un cal și crenguțe; pe centru, un medalion cu o scenă de gen, un buchet de trandafiri, 4 păsări și inscripția; în dreapta o căprioară cu un cerb și brazi, un fluture, un cocoș și un buchet de trandafiri. | Muzeul Județean de Istorie și Arheologie Prahova, Ploiești | Cimec    |
|      | Covor                         | Datare: 1836 Material: Urzit și bătut lână, țesut în gherghef în 2 ițe, ales cu fire întrepătrunse și Karamany cu tăieturi                                                                                             | Covor cu compoziție deschisă. Câmp lucrat cu două registre dispuse longitudinal, formate din buchete din frunze și flori tratate geometric, înconjurate de mici motive vegetale presărate pe toată suprafața. | Muzeul Județean de Istorie și Arheologie Prahova, Ploiești | Cimec    |
|      | Covor                         | Datare: 1/2 sec. XIX Material: Țesut în război vertical, urzit bumbac și bătut lână, țesut în 2 ițe, ales cu fire întrepătrunse și Karamany                                                                            | Compoziție cu 3 rânduri de chenare de lățimi și culori diferite formate din motive tipice pentru centrul de la Ciproviți. Câmp cu motiv central cu un călăreț turc și alte personaje, probabil militare cu pușcă, iatagan și narghilea. | Muzeul Județean de Istorie și Arheologie Prahova, Ploiești | Cimec    |
|      | Covor                         | Datare: Sec. XX Material: Țesut în 2 ițe cu urzeală ascunsă, ales cu fire întrepătrunse și Karamany cu găurele | Compoziție închisă cu un chenar îngust în „dinți de fierăstrău”, un chenar lat pe fond verde decorat cu grupuri de brăduți; un chenar mai îngust pe fond alb ales cu motive florale stilizate. Câmp pe fond roșu cu două registre formate din ramuri de flori stilizate, separate prin reprezentări avimorfe, în centru un cal cu șa și 2 cocoși. | Muzeul Județean de Istorie și Arheologie Prahova, Ploiești | Cimec    |
|      | Covor                         | Datare: A doua jumătate a sec. XIX Material: Urzit și bătut lână, țesut în gherghef în 2 ițe cu urzeală ascunsă. Ales cu fire întrepătrunse și Karamany cu găurele                                                     | Compoziție deschisă cu registre dispuse longitudinal, compuse din buchete mari de frunze și flori, încadrate de mici reprezentări avimorfe și antropomorfe. | Muzeul Județean de Istorie și Arheologie Prahova, Ploiești | Cimec    |
|      | Covor                         | Datare: A doua jumătate a sec. XIX Material: Țesut în război vertical în 2 ițe, ales cu mâna cu fire întrepătrunse. | Covor cu 2 chenare și terminații în zig-zag; ambele chenare cu motive florale geometrizate. Compoziție închisă cu câmp organizat pe verticală, închis la capetele scurte cu un grup de motive vegetale. Motive vegetale și un motiv antropomorf. | Muzeul Județean de Istorie și Arheologie Prahova, Ploiești | Cimec    |
|      | Covor                         | Datare: 1/2 sec. XX Material: Țesut în 2 ițe cu fire întrepătrunse, ales cu mâna. Urzeală și băteală din lână. | Compoziție deschisă, cu borduri longitudinale, cu motive vegetale dispuse pe un zig-zag; câmp cu decor compus dintr-un registru longitudinal format din romburi concentrice în scară; de o parte și de alta a romburilor maro romburi concentrice grupate pereche, stele, figuri zoomorfe și antropomorfe. | Muzeul Județean de Istorie și Arheologie Prahova, Ploiești | Cimec    |
|      | Covor                         | Datare: Sec. XIX Material: Țesut în 2 ițe cu urzeală ascunsă, ales cu mâna cu fire întrepătrunse. | Compoziție închisă cu un chenar pe fond negru cu „pomișori” și unul galben cu motive geometrice. Câmp pe fond oliv cu registre orizontale formate din plante stilizate în ghiveci. | Muzeul Județean de Istorie și Arheologie Prahova, Ploiești | Cimec    |
|      | Covor                         | Datare: Mijlocul sec. XIX Material: Bătut și urzit lână, țesut în război vertical, țesut în 2 ițe, ales cu fire întrepătrunse, franjuri înnodate din urzeală                                                           | Piesă cu alesături vegetale pe toată suprafața; motiv central un vas cu flori. | Muzeul Județean de Istorie și Arheologie Prahova, Ploiești | Cimec    |
|      | Covor                         | Datare: 4/4 sec. Al XIX-lea Material: Urzit și bătut lână, țesut în 2 ițe cu urzeală ascunsă, ales cu mâna printre fire, karamani. Compus din 4                                                                        | Compoziție cu chenar pe fond alb cu motive „în pieptene”; câmp cu registre dispuse pe vertical, formate dintr-un „pom al vieții” cu ramuri. | Muzeul Județean de Istorie și Arheologie Prahova, Ploiești | Cimec    |
|      | Covor                         | Datare: A doua jumătate a sec. XIX Material: Urzit și bătut lână, țesut în război orizontal în 2 ițe cu fire întrepătrunse, ales cu mâna.                                                                              | Compoziție cu borduri longitudinale pe fond roz, cu motive vegetale, „frunze”; câmp acoperit cu 2 registre de motive figurând un „pom al vieții” în ghiveci dispuse longitudinal, pe fond verde. | Muzeul Județean de Istorie și Arheologie Prahova, Ploiești | Cimec    |
|      | Covor                         | Datare: A doua jumătate a sec. XIX Material: Urzit și bătut lână, țesut în război orizontal în 2 ițe cu urzeală ascunsă; ales oltenește și Karamany, brodat                                                            | Compoziție cu chenar lucrat cu motive florale și avimorfe; câmp cu registre orizontale format din buchete de flori; grupuri de câte 2 lebede și un păun dispus central. Chenar pe fond roșu, câmp cu fond negru; motive: roșu, alb, violet, negru, galben, verde. | Muzeul Județean de Istorie și Arheologie Prahova, Ploiești | Cimec    |
|      | Covor                         | Datare: 1/4 sec. XX Material: Țesut în gherghef în 2 ițe cu urzeală ascunsă, ales curb, oltenește. | Chenare pe fond roșu și galben, câmp albastru, motive: oliv, grena, alb, roșu, albastru. | Muzeul Județean de Istorie și Arheologie Prahova, Ploiești | Cimec    |
|      | Covor                         | Datare: A doua jumătate a sec. XIX Material: Covor țesut în război orizontal în 2 ițe, ales cu fire întrepătrunse. | Covor cu trei borduri similare, delimitate prin zig-zag și mici motive vegetale „bobocii”, în interior o bordură longitudinală cu motive geometrice: pistornice, romburi în scară și vegetale geometrizate. Câmp delimitat prin șiruri de „brăduți”, motiv central cu romb și pomul vieții la colțuri care încadrează câte 2 personaje feminine. | Muzeul Județean de Istorie și Arheologie Prahova, Ploiești | Cimec    |
|      | Covor                         | Datare: Sec. XIX Material: Urzit bumbac, bătut lână, țesut în 2 ițe, ales cu fire întrepătrunse și Karamany | Compozție închisă cu chenar mărginit spre exterior cu un motiv crenelat de culoare neagră și spre interior cu șah, decorat prin alternanță cu „păpuși” și motive florale geometrizate; câmp acoperit cu romburi concentrice policrome. | Muzeul Județean de Istorie și Arheologie Prahova, Ploiești | Cimec    |
|      | Covor                         | Datare: Sec. XX Material: Țesut în război în 2 ițe, ales cu mâna cu fire întrepătrunse și Karamany | Compoziție cu trei registre dispuse longitudinal, decorate cu stele alternate cu raci. Registrele delimitate prin jumătăți de romburi crenelate. Motive geometrice. | Muzeul Județean de Istorie și Arheologie Prahova, Ploiești | Cimec    |

## Fond
| Foto | Informații generale | Detalii tehnice | Descriere | Deținător                                                  | Legături |
| ---- | ------------------- | --- | --- | ---------------------------------------------------------- | -------- |
|      | Fotă                | Datare: prima jum. a sec. XX Descoperit: jud. Prahova, Slănic Material: lână; bumbac; fir metalic; țesut în 2 ițe; cusut cu acul pe fir                                                                                                   | Fotă, formă dreptunghiulară țesută din lână neagră, cu grupaje de două linii cu fir metalic auriu (lurex) pe toată suprafața; de jur împrejur, pe margine, bordură lată cu decor geometric "romburi" cu motive alese peste fire cu bumbac galben pe fond negru; trupul fără decor, plisat în cute, prinse pe cordon în talie; partea din față numită local "șurț" este dreaptă fără cute. | Muzeul Județean de Istorie și Arheologie Prahova, Ploiești | Cimec    |
|      | Ie                  | Datare: prima jum. sec. XX Descoperit: jud. Prahova, Slănic Material: in; bumbac mercerizat; paiete argintii; mărgele; țesut în 2 ițe; in topit; încheiat cu acul; cusut pe încreț; ajur; șabac; brodat peste fire ; brodat printre fire; | Cămașă femeiască confecționată din pânză de in topit, încrețită în zona gâtului, deschisă în partea dreaptă, croită din trei foi încheiate cu mâna, mânecile prinse de la gât, cu "pavă" sub braț și volan la extremități; decor amplasat pe toată suprafața iei, ordonat în registre; gulerul cămășii este marcat prin "obinzeală" cu decor floral realizat cu galben și negru, terminat cu "colțișori" croșetați cu bumbac galben, urmează "brățara sub obânzică" (cusătura peste muchiile de crețuri de sub guler) cu decor geometric cusut peste fire cu galben și negru. Mâneca prezintă un registru decorativ amplasat pe umăr, "altiță" cu decor cusut cu acul peste fire cu bumbac galben și negru; din "altiță" pe toată suprafața mânecii "râuri" care alternează cu "fluturi" și șabac; pe piept și spate amplasat decor în "râuri" cu fluturi și șabac cu bumbac negru și galben. | Muzeul Județean de Istorie și Arheologie Prahova, Ploiești | Cimec    |
|      | Poale               | Datare: prima jum. a sec XX Descoperit: jud. Prahova, Slănic Material: in topit; bumbac mercerizat; paiete; mărgele; țesut în 2 ițe; ajur; șabac; brodat peste fire; croșetat; încheiat cu acul                                           | Poale, confecționate din pânză țesută din in topit, 2 ițe, încrețite în talie cu șiret, decor amplasat pe două laturi și la poale; motiv geometric "romb" brodat peste fire cu acul cu bumbac galben și negru, aplicate paiete aurii, "fluturi" și mărgele; șabac și ajur; colțișori realizați cu croșeta cu bumbac galben pe margine. | Muzeul Județean de Istorie și Arheologie Prahova, Ploiești | Cimec    |
|      | Batistă             | Datare: prima jum. a sec. XX Descoperit: jud. Prahova, Slănic Material: in; bumbac mercerizat; paiete; mărgele; țesut în 2 ițe; in topit; ajur; șabac; brodat peste fir cu acul; croșetat                                                 | Batistă, formă pătrată, confecționată din pânză de in topit țesută în 2 ițe, decor amplasat de jur împrejur, bordură cu paiete aurii "fluturi" și mărgele cusute; ajur cu bumbac galben, șabac cu bumbac galben și negru; central, în două colțuri decor compact cu motive florale stilizate cu broderie peste fire cu bumbac galben, negru și paiete aurii; pe marginea batistei colțișori croșetați cu bumbac galben. | Muzeul Județean de Istorie și Arheologie Prahova, Ploiești | Cimec    |
|      | Bete                | Datare: înc. sec XX Descoperit: jud. Prahova, Slănic Material: lână; bumbac; fir metalic auriu; țesut în 2 ițe; ciucuri | Bete femeiești, formă dreptunghiulară, țesute în 2 ițe, în tehnica "lătunoi"; decor amplasat pe toată suprafața, două registre cu linii orizontale cu "păr" galben; la capete franjuri realizați din fir auriu cu ciucuri din lână albă și neagră. | Muzeul Județean de Istorie și Arheologie Prahova, Ploiești | Cimec    |
|      | Sfeșnic             | Datare: a doua jumatate a sec. XX Material: lut, angobă, smalț, modelare plastică, oxizi metalici, pictat cu pensula, ardere oxidantă, aplicații în relief                                                                                | Sfeșnic format din picior cilindric cu baza aplatizată, circulară, care susține 3 brate legate între ele printr-o cruce; la capete suporturi pentru lumânare, decor policrom cu benzi albastru-cobalt, rozete ștanțate în pastă, colorate galben și brun roșcat; piciorul împărțit în casete cafenii cu motiv floral albastru cobalt și modelat în pasta crudă; fără valoare artistică. Cromatica: fond alb, motivele cu albastru cobalt, galben, cafeniu, brun, verde. | Muzeul Județean de Istorie și Arheologie Prahova, Ploiești | Cimec    |
|      | Canceu              | Datare: prima jum. sec. al XIX-lea Dimensiuni: H =19 cm Material: lut, angobă, smalț, modelare la roată, oxizi metalici, pictat cu pensula, ardere oxidantă                                                                               | Corp piriform, toartă laterală, fond alb-gălbui, gâtul ușor evazat, pe corp, amplasat décor floral stilizat în culorile galben, albastru, verde cu motive florale (margarete ?) dispuse vertical sub forma unor crengi cu flori; la bază, pictat anul, 1838; buza marcată cu elemente florale stilizate, cu albastru cobalt. | Muzeul Județean de Istorie și Arheologie Prahova, Ploiești | Cimec    |
|      | Canceu              | Datare: prima jum. sec. XX Dimensiuni: H = 23 cm Material: lut, angobă, smalț, modelat la roată, pictat cu pensula, coloranți, ardere oxidantă                                                                                            | Corp piriform, gura evazată, toartă laterală, modelat la roată, fond alb, décor amplasat pe toată suprafața, motiv geometric, tablă de șah, despărțit de o bandă cu motiv floral, ghirlandă, pictat manual, cu brun. | Muzeul Județean de Istorie și Arheologie Prahova, Ploiești | Cimec    |
|      | Canceu              | Datare: mijlocul secolului XIX Dimensiuni: H: 23 Material: lut, angobă, coloranți, smalț; modelare la roată, pictare cu pensula, ardere oxidantă, smălțuire, ardere oxidantă                                                              | Canceu cu corp piprform modelat la roată, cu toartă laterală, angobat, fond gălbui; pe suprafața piesei, între diametrul maxim și gură, decor fitomorf și floral stilizat, pomul vieții cu coronament dublu; lateral, buchete de flori în culorile ocru, brun, verde, contur brun. În partea superioară și inferioară, acest registru cu decor este mărginit de brâuri de culoare cărămizie; baza decorată cu cărămiziu. | Muzeul Județean de Istorie și Arheologie Prahova, Ploiești | Cimec    |
|      | Canceu              | Datare: a doua jumătate a secolului XIX Dimensiuni: H: 23 Material: lut, angobă, coloranți, smalț; modelare la roată, pictare cu cornul, pictare cu pensula, ardere oxidantă, smălțuire, ardere oxidantă                                  | Canceu cu corp piriform modelat la roată, cu toartă laterală și gură bilobată, angobată, fond gălbui; pe suprafața piesei decor floral stilizat în registre pe fond brun și verde, mărginit ăn partea superioară de un registru pe fond gălbui cu accente succesive de brun i verde, iar în partea inferioară mărginit de un brâu verde încadrat de linii înguste de culoare brun; între gât și gură, brâu pe fond gălbui, decor realizat cu pensula cu galben, verde, brun și albastru cobalt. | Muzeul Județean de Istorie și Arheologie Prahova, Ploiești | Cimec    |
|      | Canceu              | Datare: a doua jumătate a secolului XIX Dimensiuni: H: 22 Material: lut, angobă, coloranți, smalț; modelare la roată, pictare cu cornul, pictare cu pensula, ardere oxidantă, smălțuire, ardere oxidantă                                  | Canceu cu corp piriform modelat la roată, cu toartă laterală, angobat, fond gălbui; pe suprafața piesei decor floral stilizat și geometric în registre verde, brun; la gură brâu de culoare verde, mărginit de linii înguste cu brun; între gură și diametrul minim, linii brun grupate în formă de triunghi, în zona gâtului registre cu motive realizate cu brun și verde mărginite cu galben; în zona diametrului maxim registru casetat pe fond verde și brun cu motive floarle stilizate, mărginite în partea inferioară de un brâu verde, continuat de un brâu cu motive "tablă de șah" realizat cu verde. | Muzeul Județean de Istorie și Arheologie Prahova, Ploiești | Cimec    |